# امیره الطویل
امیره الطویل (عربی: الأميرة أميرة بنت عيدان بن نايف الطويل العصيمي العتيبي؛ زادهٔ ۶ نوامبر ۱۹۸۳) اهالی کسب‌وکار و شاهزاده اهل عربستان سعودی است. او سال ۲۰۰۸ با ولید بن طلال ازدواج کرد و در سال ۲۰۱۳ جدا شد.
او یکی از اعضای هیئت مدیره صلتک است و از خاندان آل سعود می باشد.